# Vasectomie
La vasectomie ou ligature des canaux déférents est une opération chirurgicale utilisée comme méthode de stérilisation, aussi appelée contraception définitive. Elle consiste à sectionner ou bloquer les canaux déférents qui transportent les spermatozoïdes chez des individus mâles. Il s'agit de la méthode de contraception masculine la plus répandue dans le monde.

## Vasectomie chez l'être humain

Diagramme de l'anatomie humaine reproducteur mâle et l'emplacement de l'intervention chirurgicale pour une vasectomie

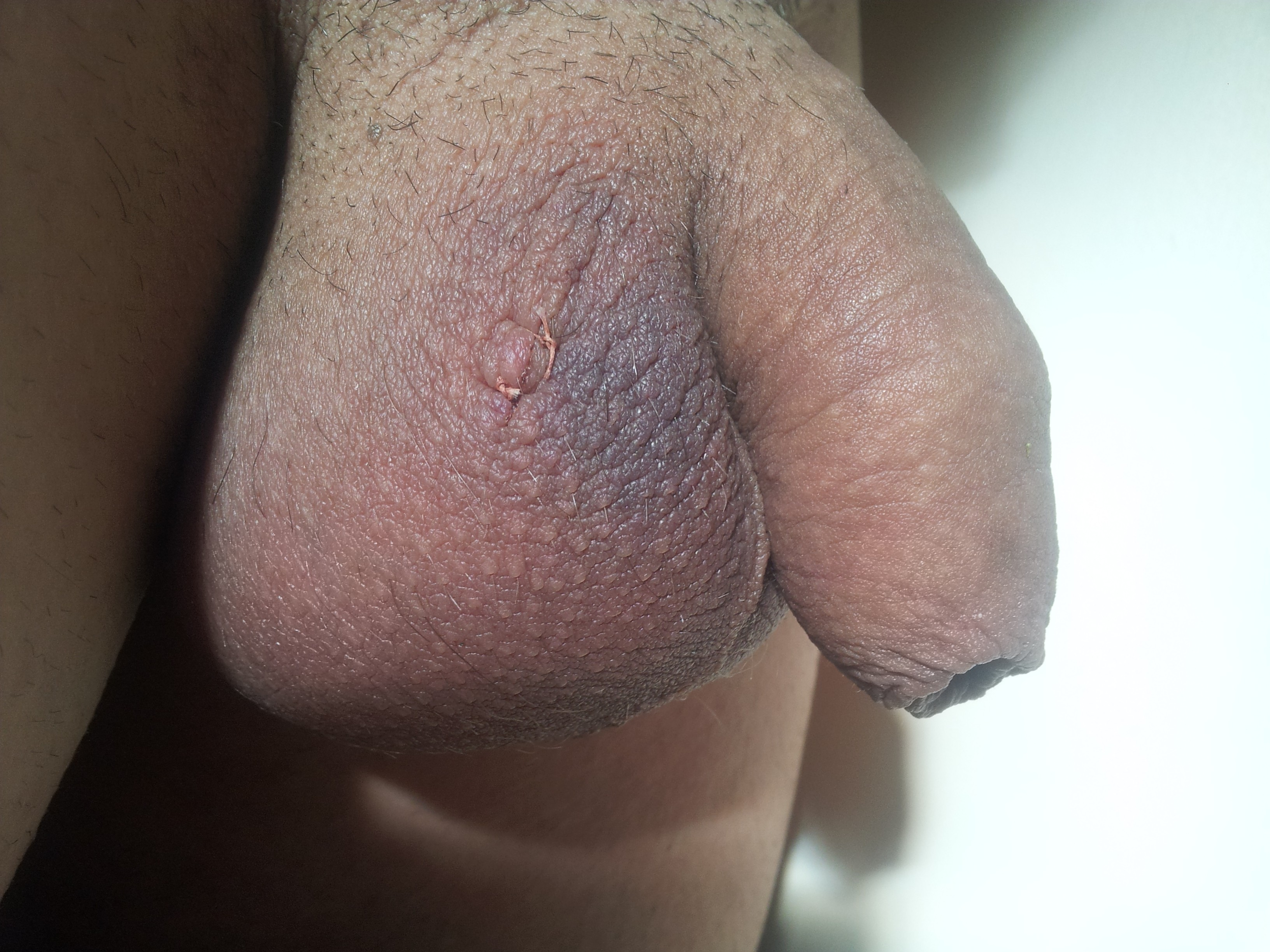
Points de suture et hématome, 2 jours après une vasectomie

### Généralités

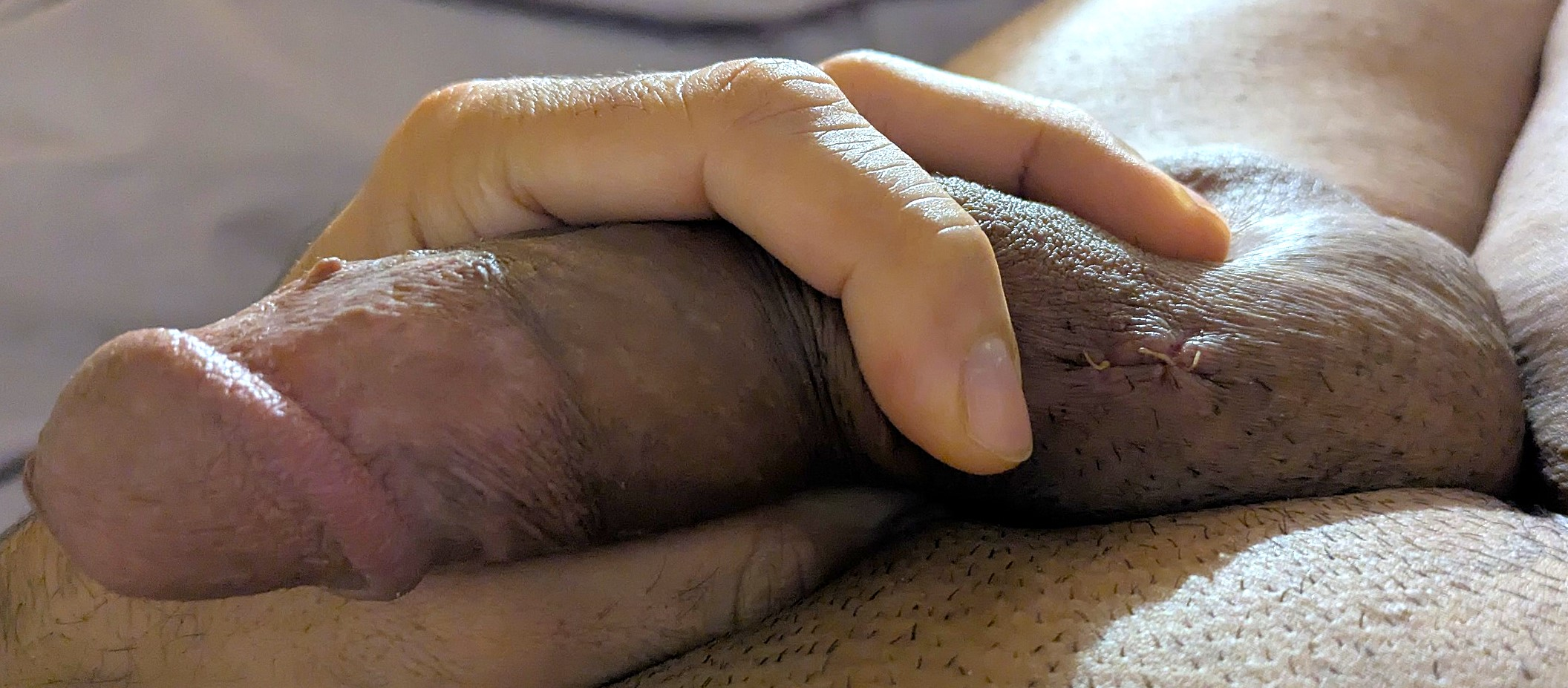
Cicatrisation du point de suture

La vasectomie n'est souvent considérée que comme une méthode de stérilisation. Elle a le potentiel de pouvoir devenir réversible dans 70 % à 90 % des cas d'ici 5 à 10 ans, toutefois l'opération inverse (vasovasostomie) n'a abouti au mieux à une grossesse que dans 40 % à 50 % des cas (dont 85% de PMA voir source) dans l'étude la plus prometteuse sur le sujet. C'est pourquoi la vasectomie n'est en général indiquée qu'à des adultes qui n'ont pas ou plus de désir d'enfants.
Comme nombre d'autres moyens de contraception, elle ne protège pas des infections sexuellement transmissibles.
La vasectomie n'est pas une castration car elle n'implique ni l'ablation ni la destruction des testicules. Il n'y a donc aucune modification de l'activité hormonale et du comportement sexuel. L'opération se fait sous anesthésie locale, la sédation ou l'anesthésie générale restent cependant possibles selon les cas. Afin de permettre la cicatrisation des canaux déférents, il est recommandé d'observer une semaine d'abstinence. Les spermatozoïdes persistent dans les canaux déférents pendant plusieurs semaines (l'OMS recommande 3 mois d'utilisation d'un autre moyen de contraception en parallèle). Plusieurs éjaculations sont nécessaires pour évacuer les spermatozoïdes produits avant la vasectomie, et présents dans les canaux déférents. Seule la réalisation d'un spermogramme un certain temps après l'opération permet de garantir la stérilité du patient (observation d'une azoospermie), en attendant l'utilisation d'autres méthodes contraceptives (préservatif, pilule, stérilet…) doit être poursuivie. Le risque de grossesse après une vasectomie est d'environ 0,05 %.

### Risques de complications
Les risques de complications ou de mortalité résultant d'une vasectomie sont très faibles (en 1977 entre 2 et 4 % des opérations ont provoqué des complications essentiellement peu graves (hématomes et infections localisés)). Lors d'une campagne de vasectomisation effectuée en Inde, 5 décès par tétanos sont survenus sur un total de 62 000 hommes opérés. Le prix de revient d'une vasectomie est bas par rapport aux autres méthodes chirurgicales.
Contrairement au préservatif externe (dit « masculin ») ou interne (dit « féminin »), la vasectomie ne permet en aucune façon une protection contre les infections sexuellement transmissibles.
Aucune relation, positive ou négative, n'existerait entre la vasectomie et la survenue ou non du cancer de la prostate.

### La vasectomie dans le monde
La vasectomie reste concentrée dans quelques pays seulement, essentiellement en Océanie, en Europe et en Amérique du Nord. Dans sept pays, la prévalence de la stérilisation masculine est supérieure à celle de la stérilisation féminine : en Nouvelle-Zélande (44 % des hommes de plus de 40 ans), en Australie (25 %), au Royaume-Uni, en Corée du Sud, en Espagne, au Bhoutan et aux Pays-Bas. En Chine, la vasectomie fut courante durant la seconde moitié du XXe siècle avant de connaître une baisse drastique. Dans les années 2010, les Canadiens, les Britanniques et les Néo-Zélandais sont les plus vasectomisés au monde,. Selon des données de 2008, 16 % des Britanniques de moins de 70 ans ont fait une vasectomie. Dans les années 2010, un tiers des Québécois ont pratiqué une vasectomie et 19 % des Néo-Zélandais.

### La vasectomie en France
En France, la vasectomie est légale depuis 2001,. Interdite par la première loi de bioéthique (1994), elle était auparavant considérée comme une mutilation corporelle. Elle a cependant été employée dès 1885 (invention par Félix Guyon) comme solution thérapeutique (contre l'hypertrophie prostatique notamment) puis comme méthode de contraception (soit par des opérations réalisées dans l'illégalité, soit sous le couvert de solution thérapeutique). La Haute Autorité de santé considère la vasectomie comme une stérilisation à visée contraceptive, souvent choisie lorsque d'autres méthodes de contraception ont échoué. Comme toute intervention chirurgicale le patient est informé des risques que comporte l'opération, de ses conséquences et des soins post-opératoires afin de permettre un consentement éclairé. La décision se fait en concertation avec un médecin après un délai de réflexion d'au moins quatre mois. Le Code de la santé publique précise que des mineurs ne peuvent faire l'objet d'une vasectomie (ou d'une ligature des trompes chez les mineures), et qu'« elle ne peut être pratiquée que si la personne majeure intéressée a exprimé une volonté libre, motivée et délibérée en considération d’une information claire et complète sur ses conséquences ». Un délai de réflexion de 4 mois est donc imposé entre la demande de la part du patient et la réalisation de la vasectomie.
On décompte au plus un millier de vasectomies par an en France dans les années 2000. En 2013, la Sécurité Sociale comptait 2 824 vasectomies, en majorité chez les trentenaires et des quadragénaires, contre 9 000 en Belgique. Une accélération est observée à la fin des années 2010 : on recense 4 800 vasectomies en 2017, près de 10 000 en 2018, 13 000 en 2019. La tendance ne semble pas faiblir dans les années 2020 avec 30 288 vasectomies réalisées en France en 2022.

## Vasectomie chez les animaux

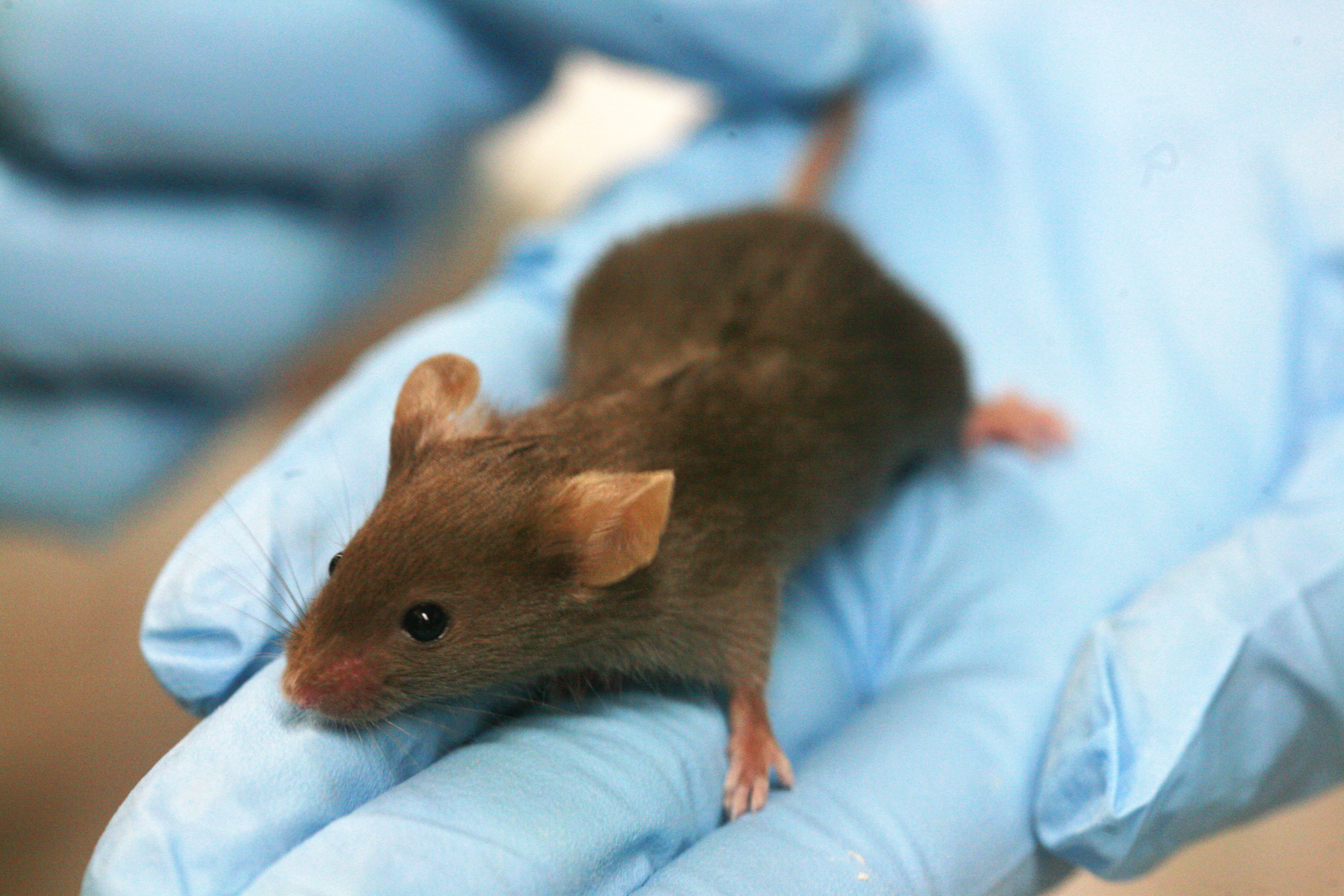
Les souris mâles sont souvent stérilisées dans le cadre d'expériences scientifiques.

Les souris, les rats et les lapins font souvent l'objet de vasectomies lorsqu'il n'est pas attendu de populations qu'elles se reproduisent naturellement (c'est notamment le cas des souris transgéniques comme la souris knock-out). Dans le cadre expérimental biomédical ces opérations sur des animaux doivent respecter des normes éthiques de contrôle et de réduction de la douleur (notamment la directive européenne EU 2010/63), ; si des animaux sont vasectomiés ils font l'objet de traitements anti-douleur.